# ラシード・スパークス
ラシード・スパークス（Rasheed Sparks、1977年10月16日 - ）はプロバスケットボール選手である。

## 来歴
アメリカ・ニュージャージー州出身。
モーガン州立大学からUSBLのペンシルベニア・ヴァレードーグズを経て、2006年にbjリーグの高松ファイブアローズに入団。背番号は8。
2006/07シーズンは岡田優、中川和之らとともにチームを参入初年度で準優勝に導く活躍を見せた。レギュラーシーズン40試合に出場し、1試合平均4.73本のアシストと2.4本のスティールを記録し、両部門でリーグ1位となるとともに、bjリーグのベスト5にも選出された。
2008/09シーズンはウエスタンカンファレンスセミファイナルまで進出した。高松在籍時の3シーズンは高松のすべての公式戦に出場し、オールスターゲームにも3シーズン連続で選出された。
2009年、東京アパッチに移籍。背番号は高松時代と同じ8番。イースタンカンファレンスセミファイナル進出に貢献した。
2010年、高松ファイブアローズに復帰。背番号は13。2011年3月に故障してプレーが出来なくなり、東日本大震災も発生したがチームに留まりサポートを続けた。シーズン終了後、契約満了。

## プレースタイル
bjリーグを代表する大型ポイントガードであり、リバウンド争いにも積極的に加わる。ダンクも得意で、アリウープ、バックダンク、ウインドミルダンクなどを繰り出す。オールスターゲームのダンクコンテストでは2年連続MVPを受賞している。

## 記録
| シーズン         | チーム | GP | GS | MPG  | FG%  | 3P%  | FT%  | RPG | APG | SPG | BPG | TO  | PPG  |
| ---------------- | ------ | -- | -- | ---- | ---- | ---- | ---- | --- | --- | --- | --- | --- | ---- |
| bjリーグ 2006-07 | 高松   | 40 |    | 34.1 | .413 | .307 | .674 | 6.7 | 4.7 | 2.4 | 0.4 | 2.7 | 11.8 |
| bjリーグ 2007-08 | 高松   | 44 |    | 26.8 | .490 | .315 | .653 | 6.0 | 4.9 | 1.8 | 0.6 | 2.1 | 8.9  |
| bjリーグ 2008-09 | 高松   | 52 | 52 | 35.9 | .463 | .355 | .675 | 6.7 | 5.4 | 2.1 | 0.9 | 2.5 | 13.3 |
| bjリーグ 2009-10 | 東京   | 47 | 46 | 35.3 | .444 | .345 | .643 | 7.3 | 4.2 | 2.1 | 0.5 | 1.9 | 11.8 |
| bjリーグ 2010-11 | 高松   | 36 | 36 | 36.7 | .340 | .239 | .629 | 8.4 | 4.5 | 1.9 | 0.5 | 2.8 | 11.3 |

- bjリーグ
  - ベスト5（2006-07）
  - アシスト1位（2006-07）、3位（2007-08、2008-09）
  - スティール1位（2006-07）、3位（2008-09、2010-11）
  - オールスターゲーム出場（2006-07、2007-08、2008-09）
    - ダンクコンテスト優勝（2006-07、2007-08）